# Filippa Hamilton
Filippa Kristana Hamilton, även känd som Filippa Palmstierna-Hamilton, född 3 december 1985 i Paris, är en svensk-fransk fotomodell. 

## Biografi
Filippa Hamilton är dotter till Beatrice och Michael Palmstierna-Hamilton samt sondotter till greve Ulph Hamilton och friherrinnan Margareth Palmstierna. Vidare är hon sonsons dotter till Erna Hamilton.
Hamilton upptäcktes som femtonåring på Paris gator av den franska fotografen Marc Hispard. Hon fick sitt första stora modellkontrakt vid sexton års ålder för Ralph Lauren.
Hamilton gifte sig med surfaren Mikaël “Miky” Picon den 25 juni 2016. Tillsammans har de en son.
År 2009 var hon inblandad i en kontrovers med klädföretaget Ralph Lauren varpå hon sparkades för att vara alltför stor.